# Oleksandrivka (oblast d'Odessa)
Oleksandrivka (ukrainien : Олександрівка, russe : Александровка, Aleksandrovka) est une commune urbaine de l'oblast d'Odessa, en Ukraine. Elle compte 7 583 habitants en 2021.